# Miquette et sa mère (1950)
Miquette et sa mère ist ein im Jahr 1949 entstandenes französisches Filmdrama von Henri-Georges Clouzot mit Danièle Delorme in der Titelrolle. Der Geschichte liegt das dreiaktige Bühnenstück Miquette et sa mère (1906) von Robert de Flers und Gaston Arman de Caillavet zugrunde.

## Handlung
In einer französischen Kleinstadt, rund um das Jahr 1900. Hier gastiert gerade eine kleine, reisende Schauspieltruppe, geleitet von dem etwas wichtigtuerischen und sich pompös gebenden Schauspieler Monchablon, der auch jenseits der Bühne theatralische Auftritte liebt. Für das einfache Volk wird das beliebte Stück „Le Cid“ gegeben, das Monchablon umgeschrieben und sich dabei gleich die alleinige Autorenschaft zuerkannt hat. Die junge Miquette Grandier und ihre verwitwete Mutter Hermine, die zusammen einen Tabakladen in der Stadt betreiben, sind unter den Theaterbesuchern. Miquette ist begeistert von dem Stück, der Bühnenatmosphäre und der Schauspielerei an sich, während ihre Mutter Hermine von den unmoralischen Tendenzen, die vom Stück angeblich transportiert werden, wenig begeistert ist. Miquette hat einen heimlichen Verehrer, den schüchternen und leicht verstrahlten Grafen Urbain de la Tour Mirande. Auch Miquette schwärmt heimlich für ihn. Beide wissen nicht vom Interesse des jeweils anderen. Eines Tages gelingt es den beiden, auf recht umständliche Art einander ihre Liebe zu erklären, und sie wollen infolgedessen heiraten. Doch Urbains herrischer Onkel, der Marquis Aldebert de la Tour Mirande, auf dessen Schloss auch Urbain wohnt, ist strikt dagegen.
Der alte Herr, der in der Familie das Sagen hat, ist gerade dabei, eine Eheschließung seines beschränkten Neffen mit einer unattraktiven, dafür aber wenigstens wohlhabenden Dame zu arrangieren. Widerstandslos lässt sich der rückgratlose Urbain verkuppeln. Miquette fühlt sich deshalb hintergangen und will sich an Urbain rächen, indem sie nach Paris geht und ihren Traum umsetzt, Schauspielerin zu werden. Damit tut sie dem alten Marquis insgeheim einen Gefallen, schlägt er damit doch zwei Fliegen mit einer Klappe: Der Neffe heiratet die Andere, und der lüsterne Greis Aldebert, der selbst großes Interesse an Miquette besitzt, hat bei ihr nun freie Bahn, wie er glaubt. Er bietet Miquette an, sie nach Paris in seine Stadtvilla mitzunehmen und ihr den Weg zum Theater zu ebnen. Miquette geht darauf ein. Sie packt hastig ihre Koffer, schreibt einen Abschiedsbrief an ihre Mutter und folgt dem Marquis in den „Sündenpfuhl“ Paris. Madame Grenier, um das sittliche Wohl Miquettes ernsthaft besorgt, reist sogleich nach. Sie will ihre Tochter unbedingt wieder zurück zu sich aufs Land holen. Wider Erwarten gelingt es dem alten Marquis, Hermine derart zu becircen, dass sie all ihre guten Vorsätze vergisst und nun selbst bei Monsieur Monchablons Truppe antritt, um Bühnenluft zu schnuppern.
Derweil erleidet Marquis Aldebert mit seinen Bemühungen bei Miquette Schiffbruch, die sich seinen lüsternen Nachstellungen standhaft verweigert. Neffe Urbain trifft ebenfalls in seines Onkels pompöser Stadtvilla ein, um mit neu erblühtem Interesse heftig um Miquette zu werben, dabei allerdings stark übertreibt. Ein halbes Jahr später sind Miquette und ihre Mutter mit Monchablons Truppe erneut auf Tournee durchs Land unterwegs und treten in Südfrankreich in dem historischen Stück „Die Belagerung von La Rochelle durch die Truppen Kardinal Richelieus“ auf. Bei der Aufführung geht einiges drunter und drüber, sowohl auf als auch hinter der Bühne. Hermine Grandier kommt zu spät zu einer Aufführung und erklärt als Grund, dass sie im Casino die gesamten Tourneeeinnahmen in Höhe von 40.000 Francs verspielt habe. Auch Urbain ist wieder da und versucht ein weiteres Mal, Miquettes Herz zu erobern. Am Ende fügt sich alles schwankgemäß: Der alte Marquis gibt seine Hoffnungen auf, bei Miquette zu landen, und versucht es, diesmal mit mehr Erfolg, bei ihrer Mutter, die damit ihre Finanzsorgen los ist. Miquette und Urbain finden doch noch zueinander. Monsieur Monchablon aber bleibt die Liebe zum Theater und die Erinnerung an seine großen Bühnenerfolge.

## Produktionsnotizen
Die Dreharbeiten zu Miquette et sa mère begannen am 5. September 1949 und endeten am 18. November desselben Jahres, die Uraufführung fand am 14. April 1950 statt. In Deutschland war der Film nie zu sehen.
Georges Wakhévitch entwarf die Filmbauten und die Kostüme. Paul Joly und Georges Charlot waren die Produktionsleiter.
Der Film gilt als einer der wenigen Flops seines Regisseurs Clouzot.

## Rezeption
„Henri-Georges Clouzot, ein Regisseur, dem profunde Humorlosigkeit nachgesagt wurde (was er selbst freimütig bestätigte), drehte im Herbst 1949 eine Komödie – die einzige seiner Laufbahn. MIQUETTE ET SA MÈRE … hatte bei der Kritik ebenso wie beim Publikum wenig Erfolg, geriet ein wenig in Vergessenheit und gilt heute als einer der schwächsten Filme von Clouzot. Angesichts vorhergehender (LE CORBEAU, QUAI DES ORFÈVRES) und nachfolgender Großtaten (LE SALAIRE DE LA PEUR, LES DIABOLIQUES) könnte man MIQUETTE ET SA MÈRE tatsächlich als Durchhänger bezeichnen. Aber das würde ihm nicht gerecht, denn so schlecht ist der Film gar nicht.“